# Колделао (Мачерата)
Колделао (итал. Coldellaio) насеље је у Италији у округу Мачерата, региону Марке.
Према процени из 2011. у насељу је живело 13 становника. Насеље се налази на надморској висини од 548 м.